# MPEG-7
MPEG-7 — стандарт Міжнародної Організацієї зі стандартизації/IEC, розроблений Moving Picture Experts Group (MPEG). MPEG-7, формально називається англ. Multimedia Content Description Interface — інтерфейс опису мультимедійного вмісту, і призначений для опису мультимедійних даних. На відміну від попередніх MPEG стандартів, призначених для кодування, MPEG-7 стандартизує деякі елементи, що повинні підтримуватися якомога більшою кількістю застосунків.